# Christina Hengster
Christina Hengster (Rum, 4 de febrero de 1986) es una deportista austríaca que compitió en bobsleigh en la modalidad doble.
Ganó una medalla de bronce en el Campeonato Mundial de Bobsleigh de 2016 y una medalla de bronce en el Campeonato Europeo de Bobsleigh de 2017.

## Palmarés internacional
| Campeonato Mundial | Campeonato Mundial    | Campeonato Mundial | Campeonato Mundial |
| Año                | Lugar                 | Medalla            | Prueba             |
| ------------------ | --------------------- | ------------------ | ------------------ |
| 2016               | Igls (Austria)        | Medalla de bronce  | Equipo             |
| Campeonato Europeo |                       |                    |                    |
| Año                | Lugar                 | Medalla            | Prueba             |
| 2017               | Winterberg (Alemania) | Medalla de bronce  | Doble              |